# Сергиевский сельсовет (Ставропольский край)
Се́ргиевский сельсове́т — упразднённое сельское поселение в составе Грачёвского района Ставропольского края Российской Федерации.

## География
Находится в юго-восточной части Грачёвского района.

## История
С 16 марта 2020 года, в соответствии с Законом Ставропольского края от 31 января 2020 г. № 6-кз, все муниципальные образования Грачёвского муниципального района были преобразованы путём их объединения в единое муниципальное образование Грачёвский муниципальный округ.

## Население
| 1989  | 2002  | 2010  | 2011  | 2012  | 2012  | 2013  |
| ----- | ----- | ----- | ----- | ----- | ----- | ----- |
| 3412  | ↗3455 | ↘3092 | ↘3090 | ↗3152 | ↘1572 | ↗3182 |
| 2013  | 2014  | 2014  | 2015  | 2015  | 2016  | 2016  |
| ↘1566 | ↗3227 | ↘1563 | ↗3254 | ↘1552 | ↗1585 | ↗3246 |
| 2017  | 2017  | 2018  | 2018  | 2019  | 2019  | 2020  |
| ↘1619 | ↗3256 | ↘1594 | ↗3259 | ↘1563 | ↗3284 | ↘1526 |
| 2020  |       |       |       |       |       |       |
| ↗3255 |       |       |       |       |       |       |

### Национальный состав
По итогам переписи населения 2010 года проживали следующие национальности (национальности менее 1 %, см. в сноске к строке "Другие"):
| Национальность | Численность | Процент |
| -------------- | ----------- | ------- |
| Русские        | 2574        | 83,25   |
| Даргинцы       | 160         | 5,17    |
| Кумыки         | 94          | 3,04    |
| Табасараны     | 41          | 1,33    |
| Армяне         | 38          | 1,23    |
| Украинцы       | 37          | 1,20    |
| Аварцы         | 34          | 1,10    |
| Другие         | 114         | 3,69    |
| Итого          | 3092        | 100,00  |

## Состав сельского поселения
| № | Населённый пункт | Тип населённого пункта       | Население |
| - | ---------------- | ---------------------------- | --------- |
| 1 | Октябрь          | хутор                        | ↗700      |
| 2 | Сергиевское      | село, административный центр | ↗2601     |

## Местное самоуправление
- Совет депутатов сельского поселения Сергиевский сельсовет, состоит из 13 депутатов, избираемых на муниципальных выборах по одномандатным избирательным округам сроком на 5 лет
- Администрация сельского поселения Сергиевский сельсовет

Председатели совета депутатов
Главы администрации
- c 21 апреля 1997 года — Мельников Виктор Андреевич, глава поселения
- Мастепаненко Валерий Александрович[18]

## Инфраструктура
- Дом культуры
- Сбербанк, Доп.офис № 1859/06004

## Образование
- Детский сад № 10
- Средняя общеобразовательная школа № 5
- Средняя общеобразовательная школа № 10

## Экономика
Сельхозпредприятия:
- ООО «Сергиевское»,
- СПК «Чкаловский».

## Русская православная церковь
- Храм преп. Сергия Радонежского[19]

## Памятники
- Обелиски на братской могиле воинов советской армии, погибших в Великую Отечественную войну 1941—1945 гг.[20]